# Tonan Maru No. 3

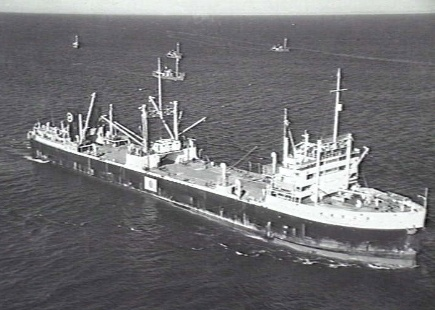
La nave el 21 de noviembre de 1939, con sus marcas nacionales pintadas de manera destacada en el costado para indicar su condición de buque neutral.

Tonan Maru No. 3 (en japonés: 第三図南丸, romanizado: Dai-san Tonanmaru), desde 1951 simplemente el Tonan Maru, era un barco fábrica de aceite de ballena japonés. Construido en Osaka en 1938, fue el barco mercante más grande construido en Japón hasta ese momento. Llevó a cabo caza de ballenas en el Atlántico Sur y en 1941 fue incluida en la lista negra del gobierno británico; se cree que fue porque se sospechaba que reabastecía de combustible a barcos alemanes en el Pacífico durante la Segunda Guerra Mundial. Tras la entrada de Japón en la guerra, el Tonan Maru No. 3 fue utilizado como petrolero en apoyo de operaciones militares. Sobrevivió a 11 impactos de torpedos del USS Tinosa en 1943, ya que la mayoría no logró detonar. El Tonan Maru No. 3 fue finalmente hundido en las islas Chuuk por un avión con base en portaaviones en la Operación Hailstone del 17 de febrero de 1944. Fue rescatado por Japón después de la guerra, reconstruido y devuelto al servicio como simplemente Tonan Maru en 1951. Regresó a la caza de ballenas y fue desguazado en 1971.

## Construcción y trayectoria antes de la guerra

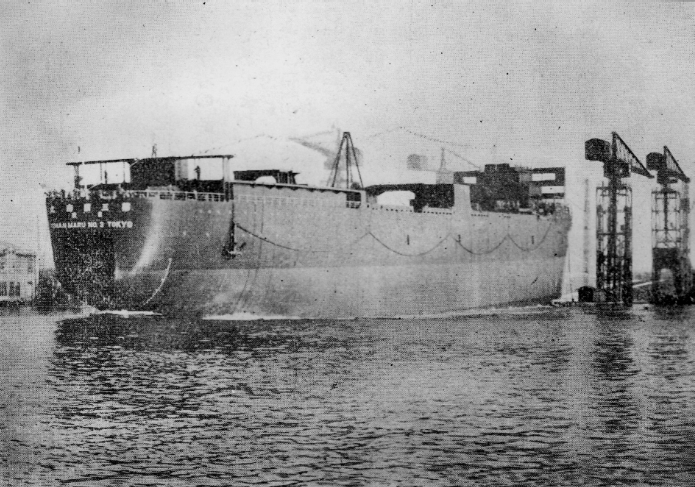
Botado en 1938.

El Tonan Maru No. 3 fue construido en Osaka por Ōsaka Iron Works para Nippon Suisan y fue botado el 1 de mayo de 1938. Medía 534,8 pies (163 m) de largo, 74,9 pies (22,8 m) de ancho, 56,8 pies (17,3 m) de profundidad y 36,25 pies (11,0 m) calado. Tenía un arqueo de registro bruto de 19.625. Estaba equipada con 2 máquinas de vapor recíprocas alimentadas por aceite, que accionaban dos tornillos y tenía una potencia nominal de 500 caballos. La velocidad máxima del Tonan Maru No. 3 fue  de 14.12 nudos (26.15 km/h; 16.25 mph y su velocidad en servicio era de 12 nudos (22 km/h; 14 mph). Era el buque mercante más grande construido en Japón hasta ese momento, aunque su barco gemelo Tonan Maru No. 2 la superó en tonelaje más adelante en su carrera. Para acompañar al Tonan Maru No. 3 se construyeron junto a él nueve barcos de captura de ballenas.
Tonan Maru No. 3 entró en servicio como barco factoría de aceite de ballena el 23 de septiembre de 1938. Estaba matriculada en Tokio y navegaba bajo la bandera civil japonesa. Operó junto al Tonan Maru No. 2 en el Atlántico Sur durante la temporada ballenera de 1938-39 como barco nodriza de la flota. El Tonan Maru No. 3 y sus barcos de captura capturaron 1400 ballenas esa temporada.

## Segunda Guerra Mundial

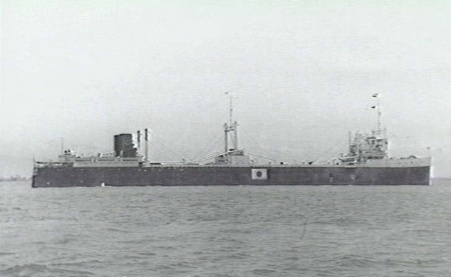
Vista de estribor, 1939.

Japón no entró en la Segunda Guerra Mundial hasta diciembre de 1941, con su ataque a Pearl Harbor. A pesar de esto, el gobierno británico había ya colocado al Tonan Maru No. 3 en una lista negra de barcos sujetos a «all disabilities in their power» («todas las discapacidades a su alcance») en mayo de 1941. El significado de esta frase no se especificó, pero la prensa contemporánea interpretó que significaba que estaba sujeto a incautación y se vería privado del seguro de envío británico, espacio portuario y reabastecimiento de combustible. No se dieron razones, pero se pensó que los británicos sospechaban que el buque, y otros petroleros japoneses, reabastecían de combustible a los buques alemanes en el Pacífico y temían que sus potentes radios pudieran usarse para informar sobre los movimientos navales británicos. En el momento de la inclusión en la lista negra, el Tonan Maru No. 3, uno de los buques cisterna y mercantes más grandes del mundo, se encontraba en camino a Los Ángeles. Continuó y cargó 150 000 barriles imperiales (25,000,000 L; 5,400,000 de galones imperiales; 6,500,000 de galones estadounidenses) de petróleo estadounidense para su transporte a Japón.
Después de la declaración de guerra japonesa, el Tonan Maru No. 3 operó como camión cisterna en apoyo de las operaciones militares japonesas; en este cargo, su tonelaje de registro bruto se evaluó en 19 209. Posiblemente fue dañada por el submarino neerlandés K XIV en el mar de Java el 23 de diciembre de 1941.
El 24 de julio de 1943 fue avistada a una distancia de 35 000 yardas (32,0 km; 17,3 nmi) por el submarino USS Tinosa del teniente comandante Lawrence R. Daspit, haciendo 13 nudos (24 km/h; 15 mph) y sin escolta hacia el oeste de las islas Chuuk. Daspit cerró a 4000 yardas (3,7 km; 2 nmi) y disparó cuatro torpedos, dos de los cuales impactaron en la popa del Tonan Maru No. 3 y explotaron. El barco se detuvo en seco en el agua y Daspit se acercó a lo que consideraba un alcance y posición ideales, 875 yardas (800,1 m; 0,4 nmi) directamente por debajo del buque cisterna. Daspit lanzó tres torpedos consecutivos desde esta posición que impactaron pero no explotaron. Luego ordenó que se inspeccionaran los torpedos restantes y su tripulación no pudo encontrar ningún defecto en ellos. Daspit disparó otros seis torpedos que impactaron pero no explotaron. Regresó a puerto con su último torpedo, con la intención de que los ingenieros del astillero lo inspeccionaran. El Tonan Maru No. 3 permaneció a flote y fue rescatado y devuelto al servicio con la ayuda de buques japoneses que operaban desde Chuuk. La Marina de los Estados Unidos descubrió, mediante pruebas adicionales, que los percutores de sus torpedos Mark 14 no detonaron cuando se lanzaron desde una posición directa al través. Como resultado del incidente se idearon nuevos detonadores de contacto.
El Tonan Maru No. 3 fue hundido por un avión con base en portaaviones estadounidenses el 17 de febrero de 1944 mientras se encontraba en las islas Chuuk. Fue uno de los treinta barcos japoneses hundidos en la Operación Hailstone, una incursión en Chuuk por aviones de los USS Bunker Hill, Enterprise, Essex, Intrepid y Yorktown.

## Salvamento y carrera posterior
Japón solicitó y recibió un permiso especial para reflotar el Tonan Maru No. 3 después de la guerra, ya que era extremadamente valioso para la flota ballenera. Un gran número de boyas de elevación la reflotaron el 3 de marzo de 1951 y la remolcaron a Japón. Fue reconstruido durante un período de seis meses y puesto nuevamente en servicio como barco factoría de aceite de ballena, reingresando al servicio el 8 de octubre de 1951 con el nombre de Tonan Maru. Sirvió en la flota ballenera hasta 1968, convirtiéndose en el barco factoría japonés con más años de servicio. Tonan Maru fue desguazado en abril de 1971. Su parte de popa y su embudo, que habían sido arrancados durante el ataque, estaban ubicados en la laguna, a una profundidad de 110 pies (33,5 m), el 5 de enero de 1981.